# Kazan Ansat

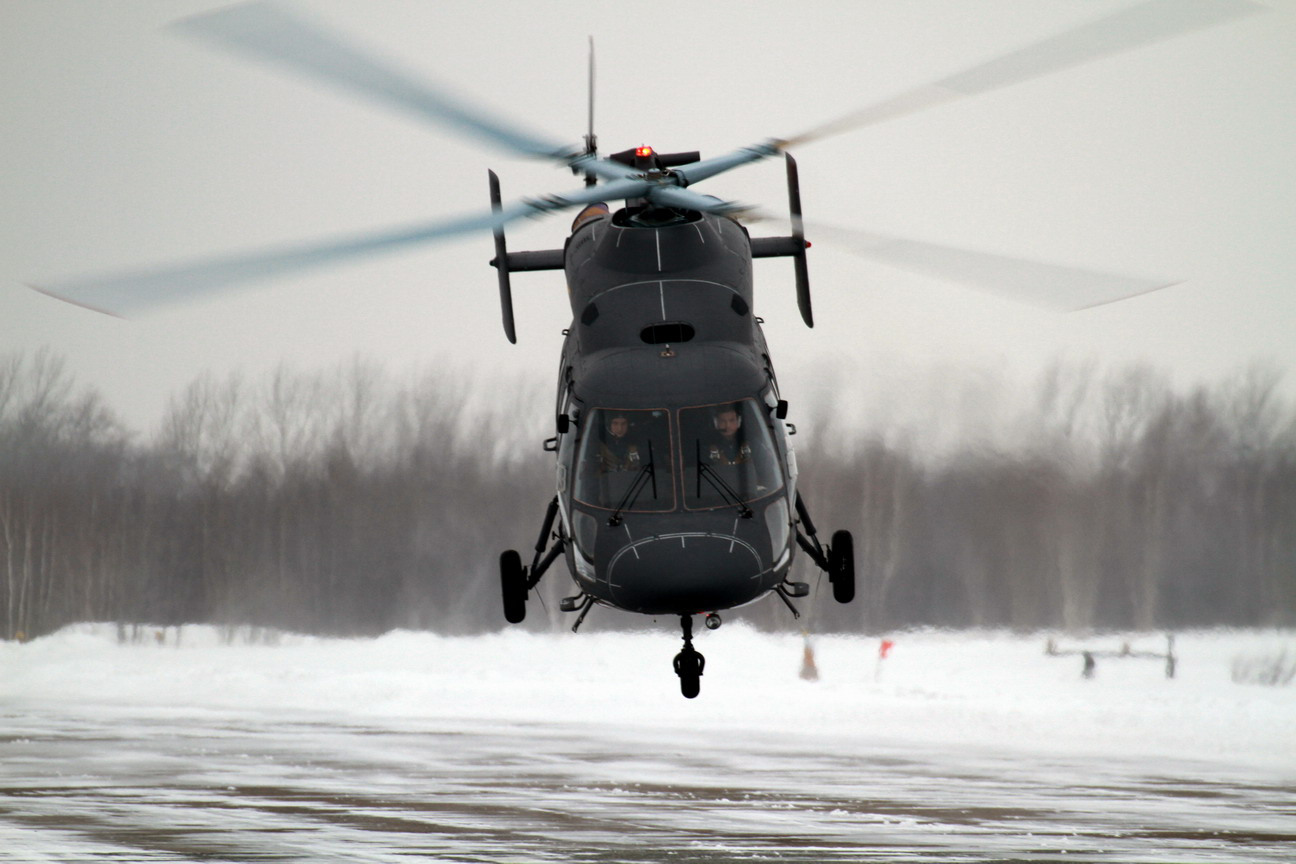
Kazan Ansat

Kazan Ansat je víceúčelový vrtulník firmy Ruské vrtulníky, vyráběný v Kazaňském vrtulníkovém závodu. Jedná se o stroj, který „přežil“ krizi ruského letectví počátkem 90. let. Dle zadání se má stát nástupcem lehkého vrtulníku typu Mil Mi-2. První prototyp vzlétl 17. srpna 1999 a po něm byly postupně vyrobeny tři další prototypy. Stroje absolvovaly testy a splnily tak ruské předpisy AP-29 i mezinárodní FAR-29. Firma nabízí sériové helikoptéry v několika verzích pro vojenské i civilní účely. Jedná se o zdravotnické a záchranářské stroje, dále verze pro osobní i nákladní dopravu. Vrtulníky mají lyžový podvozek, na přání zákazníka mohou mít i podvozek kolový, dále mohou být vybaveny nafukovacími plováky pro přistání na vodě.

## Specifikace

### Technické údaje
- Osádka: 1
- Kapacita: 10 osob
- Výška: 3,52 m
- Celková délka: 13,54 m
- Šířka kabiny: 1,68 m
- Průměr hlavního rotoru: 11,50 m
- Max. vzletová hmotnost: 3 300 kg
- Pohonná jednotka: 2 × turbohřídelový motor Pratt & Whitney PW207K o výkonu 529 kW

### Výkony
- Maximální rychlost: 280 km/h
- Dostup: 3 300 m
- Stoupavost: 21 m/s
- Dolet: 635 km